# Сутешть (комуна)
Сутешть, Сутешті (рум. Sutești) — комуна у повіті Вилча в Румунії. До складу комуни входять такі села (дані про населення за 2002 рік):
- Борошешть (759 осіб)
- Вердя (608 осіб)
- Мазіль (313 осіб)
- Сутешть (788 осіб)

Комуна розташована на відстані 152 км на захід від Бухареста, 49 км на південь від Римніку-Вилчі, 49 км на північний схід від Крайови.

## Населення
За даними перепису населення 2002 року у комуні проживали 3664 особи, усі — румуни. Усі жителі комуни рідною мовою назвали румунську.
Склад населення комуни за віросповіданням:
| Релігія       | Кількість осіб | Відсоток |
| ------------- | -------------- | -------- |
| православні   | 3644           | 99,5%    |
| п'ятдесятники | 19             | 0,5%     |
| баптисти      | 1              | < 0,1%   |